# Садовое (Кропивницкий район)
Садовое (укр. Садове) — село в Бобринецкой городской общине Кропивницкого района Кировоградской области Украины.
До 2020 года входило в Бобринецкий район
Население по переписи 2001 года составляло 23 человека. Почтовый индекс — 27223. Телефонный код — 5257. Занимает площадь 0,378 км². Код КОАТУУ — 3520887904.